# Brentwood (borough)
Brentwood è un borgo dell'Essex, Inghilterra, Regno Unito, con sede omonima.
Il distretto fu creato con il Local Government Act 1972, il 1º aprile 1974 dalla fusione del distretto urbano di Brentwood con il distretto rurale di Epping and Ongar e parte del distretto rurale di Chelmsford.

## Località e parrocchie
Tra le località del distretto senza parrocchia ci sono:
- Brentwood
- Childerditch
- Great Warley
- Hutton
- Little Warley
- Pilgrims Hatch
- Shenfield
- Warley

Le parrocchie del distretto (con le rispettive località) sono:
- Blackmore, Hook End and Wyatts Green
  - Blackmore
  - Hook End
  - Wyatts Green
- Doddinghurst
- Ingatestone and Fryerning
  - Ingatestone
  - Fryerning
- Kelvedon Hatch
- Mountnessing
- Navestock
- Stondon Massey
- Herongate and Ingrave
  - Herongate
  - Ingrave
- West Horndon